# Ужас крабсбургера
«Ужас крабсбургера» (англ. Fear of a Krabby Patty) — 61-я серия американского мультсериала «Губка Боб Квадратные Штаны». Данный эпизод был произведён в 2004 году и был показан 6 мая 2005 года на телеканале «Nickelodeon» в США, а в России — 5 июня 2006 года.

## Сюжет
Мистер Крабс рисует табличку, на которой написано, что теперь «Красти Краб» открыт с 6 часов утра до 11 часов вечера. Когда Крабс вешает табличку на окно, он узнаёт, что «Помойное Ведро» открыто 23 часа в сутки. Считая, что это часть плана Планктона для получения формулы крабсбургера, мистер Крабс решает сделать свой ресторан открытым 24 часа в сутки, к большому разочарованию Сквидварда и великому счастью для Губки Боба. На самом деле — это план Планктона, чтобы заставить Губку Боба сойти с ума и рассказать ему секретный рецепт крабсбургеров.
Планктон звонит мистеру Крабсу, используя фальшивое имя, чтобы заказать 10 000 крабсбургеров, чтобы он мог заставить мозг Губки Боба сломаться от усталости. Мистер Крабс отдаёт приказ Губке Бобу, но после 42 дней готовки он начинает готовить бургеры не так, как надо. Когда мистер Крабс приходит проверить своего повара, Губка видит своего босса в виде крабсбургера, пугающего его. Когда он выходит из кухни, он представляет себе всех как гигантских крабсбургеров и начинает паниковать. Когда мистер Крабс видит, что Губка Боб не в порядке, он говорит ему, что ему нужно обратиться к психиатру. В то же время Планктон бросает листок в голову Губки Боба, на котором написано: «Доктор Питер Ланктон — психиатр, специалист по крабсбургерофобиям».
Губка Боб идёт в «Помойное Ведро», которое замаскировано под кабинет доктора Ланктона. Он встречает Планктона, который замаскирован под этого самого доктора Питера Ланктона. Планктон пробует несколько методов, чтобы получить формулу от Губки Боба, все из которых заканчиваются тем, что он был раздавлен пианино. Наконец Планктон решает прибегнуть к самому мощному методу — гипнозу. Ему удаётся заставить Губку Боба погрузиться в глубокий сон, но, к сожалению для Планктона, он не может заставить Боба проснуться и сказать ему формулу даже после нескольких громких и раздражающих звуков в попытке разбудить его. Тем временем, Губке Бобу снится, что он ловит медуз, но внезапно появляется гигантский крабсбургер, который ловит его сачком и съедает. Затем он оказывается в своей спальне, а гигант-крабсбургер приближается к его кровати. Однако бургер оказывается дружелюбным, угощает Губку Боба пиццей и шоколадным молоком и таким образом извлекает страх у Боба. Губка Боб просыпается и говорит, что вылечился и возвращается в «Красти Краб», тогда как Планктон умоляет его вернуться, настаивая на том, что лечение не помогло и что он всё ещё очень болен.
Когда Губка Боб возвращается на работу, он говорит мистеру Крабсу, что с ним всё в порядке и ему нужно было только немного поспать. Крабс говорит, что 24-часовых смен не будет и вполне хватит 23 часов. Они немного смеются, но мистер Крабс быстро говорит Губке Бобу, чтобы он вернулся к работе.

## Роли
- Том Кенни — Губка Боб
- Роджер Бампасс — Сквидвард
- Клэнси Браун — мистер Крабс
- Мистер Лоуренс — Планктон
- Джилл Тэлли — Карен, девушка
- Марк Файт — старик Уолкер, посетитель, бургер

### Роли дублировали
- Сергей Балабанов — Губка Боб
- Иван Агапов — Сквидвард
- Александр Хотченков — мистер Крабс, бургер
- Юрий Меншагин — Планктон
- Нина Тобилевич — Карен, девушка
- Вячеслав Баранов — старик Уолкер, посетитель

## Производство

Фрагмент раскадровки серии

Серия «Ужас крабсбургера» была написана К. Х. Гринблаттом и Полом Тиббитом; Алан Смарт взял роль анимационного режиссёра, Зеус Цервас был главным раскадровщиком серии. Впервые данная серия была показана 6 мая 2005 года в США на телеканале «Nickelodeon». В ходе премьерного показа серия собрала 2,6 миллиона зрителей.
Изначально в серии, согласно раскадровке, должны были быть следующие сцены: Планктон показан ожидающим Губку Боба вместо того, чтобы сразу заставить его проснуться; во сне после проглатывания Губки Боба гигантским крабсбургером его должны были уложить в кровать куча крабсбургеров. Также сцена со Сквидвардом с мешками под глазами изначально должна была быть в самом конце серии.
Серия «Ужас крабсбургера» была выпущена на одноимённом DVD-диске 24 мая 2005 года, который также включал 7 серий «Губки Боба» и раскадровку данной серии. Она также вошла в состав DVD «SpongeBob SquarePants: Season 4, Vol. 1», выпущенного 12 сентября 2006 года, и «SpongeBob SquarePants: The First 100 Episodes», выпущенного 22 сентября 2009 года и состоящего из всех эпизодов с первого по пятый сезоны мультсериала.

## Отзывы критиков
«Ужас крабсбургера» получил в целом положительные отзывы от поклонников мультсериала и критиков. На сайте «IMDb» серия имеет оценку 8,1/10. В своём обзоре для «DVD Talk» Ян Джейн похвалил серию, сказав: «Как это типично для мультсериала в целом: в этой серии есть много отличных приколов, которые забавны как для детей, так и для взрослых». Майкл Друкер из «IGN» хорошо оценил серию, назвав её «оригинальной и забавной». Он также добавил: «Данная серия демонстрирует то, что мультсериал не выходит из строя».
Серия «Ужас крабсбургера» вместе с серией «Панцирь для мужчины» были номинированы на Прайм-таймовую премию «Эмми» 2005 года в категории «Лучшая анимационная программа».